# 丸山良明
丸山 良明（まるやま よしあき、1974年10月12日 - ）は、東京都町田市出身の元サッカー選手、サッカー指導者。ポジションはディフェンダー。

## 来歴
帝京高校出身では、2学年上には森下仁志、1学年上に日比威、清野乙彦と清野公彦兄弟、同学年に松波正信、阿部敏之、小峯隆幸、時岡宏昌、2学年下には熱田眞がいた。2年生時に全国高等学校サッカー選手権大会で優勝、3年生時には主将を務めた。早稲田大学進学後も、4年生時に主将として関東大学リーグ優勝に貢献した。
大学卒業後、1997年に横浜マリノス（現・横浜F・マリノス）へ加入。シーズン序盤に行われたヤマザキナビスコカップ予選では、日本代表招集のため井原正巳と小村徳男が不在だったこともあり、全試合に出場した。しかしリーグ戦ではなかなか出番を得られなかったが、W杯最終予選の突然のレギュレーション変更に伴い、井原と小村が長期間チームを離脱したため、終盤に出場機会を増やした。しかし翌年以降は出場機会が減少し、2000年にモンテディオ山形へ期限付き移籍。山形では中心選手として活躍したもののチームは低迷した。翌年に横浜FMへ復帰したが同年限りで契約非更新となった。
2002年にアルビレックス新潟へ加入。中心選手として活躍し、2003年には副主将となりリーグ戦全試合にフル出場しチームのJ2優勝及びJ1昇格に貢献した。2004年以降も中心選手として活躍したが怪我が多くなり、2005年限りで契約非更新となった。新潟退団後は怪我の手術をし、リハビリをしながらJリーグ復帰に向けて調整を続けた。
2006年途中からベガルタ仙台の練習に参加し、7月より正式にチームに加入。怪我で離脱した時期を除けば、先発出場する機会が多かった。しかし翌年は更に怪我での離脱が増え、同年限りで契約非更新となった。
2008年に北信越フットボールリーグのAC長野パルセイロに加入。リーグ戦全試合に先発出場しチームの3年ぶりのリーグ優勝に貢献したものの、11月に行われた第32回全国地域サッカーリーグ決勝大会で敗退。同年12月に契約非更新が発表された。
2009年にタイ・プレミアリーグ・チョンブリーFCへ加入。同年戦力外通告を受けた。
2010年にタイ・プレミアリーグ・ポートFCへ期限付き移籍した。2011年限りで現役を引退。引退後もタイに留まり、バンコク・グラスFCの育成コーチとして活動。。2014年よりバンコク・グラスFC傘下でリージョナルリーグ・ディヴィジョン2（実質3部）に所属するランシットの監督に就任した。
2012年6月5日、Jリーグのアジア戦略の一環として創設された「Jリーグ・アジアアンバサダー」に、木場昌雄とともに就任。
2020年7月28日、同日付でセレッソ大阪U-23の監督に就任した。

## 所属クラブ
- 小山FC
- 1990年 - 1992年  帝京高等学校[1]
- 1993年 - 1996年  早稲田大学[1]
- 1997年 - 2001年  横浜マリノス／横浜F・マリノス
  - 2000年  モンテディオ山形 (期限付き移籍)
- 2002年 - 2005年  アルビレックス新潟
- 2006年 - 2007年  ベガルタ仙台
- 2008年  AC長野パルセイロ
- 2009年 - 2011年  チョンブリーFC
  - 2010年 - 2011年  ポートFC (期限付き移籍)

## 個人成績
| 国内大会個人成績 | 国内大会個人成績 | 国内大会個人成績 | 国内大会個人成績 | 国内大会個人成績 | 国内大会個人成績 | 国内大会個人成績 | 国内大会個人成績 | 国内大会個人成績 | 国内大会個人成績 | 国内大会個人成績 | 国内大会個人成績 |
| 年度             | クラブ           | 背番号           | リーグ           | リーグ戦         | リーグ戦         | リーグ杯         | リーグ杯         | オープン杯       | オープン杯       | 期間通算         | 期間通算         |
| 年度             | クラブ           | 背番号           | リーグ           | 出場             | 得点             | 出場             | 得点             | 出場             | 得点             | 出場             | 得点             |
| 日本             | 日本             | 日本             | 日本             | リーグ戦         | リーグ戦         | リーグ杯         | リーグ杯         | 天皇杯           | 天皇杯           | 期間通算         | 期間通算         |
| ---------------- | ---------------- | ---------------- | ---------------- | ---------------- | ---------------- | ---------------- | ---------------- | ---------------- | ---------------- | ---------------- | ---------------- |
| 1996             | 早大             |                  | -                | -                | -                | -                | -                | 2                | 0                | 2                | 0                |
| 1997             | 横浜M            | 26               | J                | 8                | 0                | 6                | 1                | 0                | 0                | 14               | 1                |
| 1998             | 横浜M            | 15               | J                | 4                | 0                | 0                | 0                | 0                | 0                | 4                | 0                |
| 1999             | 横浜FM           | 15               | J1               | 0                | 0                | 0                | 0                | 0                | 0                | 0                | 0                |
| 2000             | 山形             | 5                | J2               | 35               | 0                | 0                | 0                | 2                | 0                | 37               | 0                |
| 2001             | 横浜FM           | 2                | J1               | 5                | 0                | 2                | 0                | 0                | 0                | 7                | 0                |
| 2002             | 新潟             | 2                | J2               | 40               | 0                | -                | -                | 3                | 0                | 43               | 0                |
| 2003             | 新潟             | 2                | J2               | 44               | 1                | -                | -                | 3                | 0                | 47               | 1                |
| 2004             | 新潟             | 2                | J1               | 19               | 0                | 1                | 0                | 1                | 0                | 21               | 0                |
| 2005             | 新潟             | 2                | J1               | 11               | 0                | 2                | 0                | 0                | 0                | 13               | 0                |
| 2006             | 仙台             | 31               | J2               | 9                | 0                | -                | -                | 1                | 0                | 10               | 0                |
| 2007             | 仙台             | 31               | J2               | 3                | 0                | -                | -                | 0                | 0                | 3                | 0                |
| 2008             | 長野             | 20               | 北信越1部        | 14               | 1                | -                | -                | -                | -                | 14               | 1                |
| タイ             | タイ             | タイ             | タイ             | リーグ戦         | リーグ戦         | リーグ杯         | リーグ杯         | FA杯             | FA杯             | 期間通算         | 期間通算         |
| 2009             | チョンブリー     | 16               | タイ・プレミア   | 12               | 1                | -                | -                | 0                | 0                | 12               | 1                |
| 2010             | ポート           | 21               | タイ・プレミア   | 7                | 0                | -                | -                | 0                | 0                | 7                | 0                |
| 2011             | ポート           |                  | タイ・プレミア   |                  |                  |                  |                  |                  |                  |                  |                  |
| 通算             | 日本             | 日本             | J1               | 47               | 0                | 11               | 1                | 1                | 0                | 59               | 1                |
| 通算             | 日本             | 日本             | J2               | 131              | 1                | 0                | 0                | 9                | 0                | 140              | 1                |
| 通算             | 日本             | 日本             | 北信越1部        | 14               | 1                | -                | -                | 0                | 0                | 14               | 1                |
| 通算             | 日本             | 日本             | 他               | -                | -                | -                | -                | 2                | 0                | 2                | 0                |
| 通算             | タイ             | タイ             | タイ・プレミア   | 19               | 1                | -                | -                | 0                | 0                | 19               | 1                |
| 総通算           | 総通算           | 総通算           | 総通算           | 211              | 3                | 11               | 1                | 12               | 0                | 234              | 4                |

## 指導歴
- 2012年 - 2013年  バンコク・グラスFC
  - 2012年 U-12監督兼U-15アシスタントコーチ
  - 2013年 U-13監督兼U-16アシスタントコーチ
- 2014年  ランシット 監督
- 2015年 -  セレッソ大阪
  - 2015年 U-18 コーチ
  - 2016年 トップチーム コーチ
  - 2017年 - 2019年 西U-15 監督
  - 2020年1月 - 同年7月 U-23 コーチ
  - 2020年7月 - 同年12月 U-23 監督
  - 2021年 - アカデミーダイレクター